# Wandignies-Hamage
 Wandignies-Hamage  es una población y comuna francesa, en la región de Norte-Paso de Calais, departamento de Norte, en el distrito de Douai y cantón de Marchiennes.

## Demografía
| 1055 | 1013 | 1016 | 1070 | 1114 | 1123 |
| Para los censos de 1962 a 1999 la población legal corresponde a la población sin duplicidades (Fuente: INSEE [Consultar]) |      |      |      |      |      |